# ヴィデオ・スターの悲劇
『ヴィデオ・スターの悲劇』（Reality Killed the Video Star）は、2009年にリリースされたロビー・ウィリアムズの8枚目のスタジオ・アルバム。

## 概要
- 原題・邦題ともにバグルスの楽曲「ラジオ・スターの悲劇 (Video Killed the Radio Star)」を捩っている。
- ロビーのオリジナル・アルバムの中で初めて全英アルバムチャートで首位を逃した。一方でオーストラリアやドイツなどでは引き続き首位を獲得。首位を逃したイギリスでも年間チャートでは10位内に入った[2]。

## 収録曲
| #   | タイトル              | 作詞・作曲                     | 時間 |
| --- | --------------------- | ------------------------------ | ---- |
| 14. | 「アリゾナ」(Arizona) | ウィリアムズ、Andrews、Spencer | 5:32 |